# ラジャパラヤム

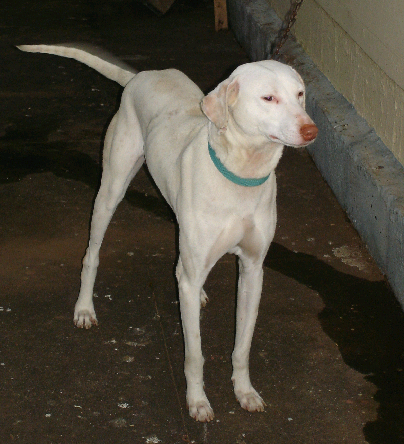
ラジャパラヤム

ラジャパラヤム（英：Rajapalayam）は、インドのラジャパラヤム地域原産の犬種のひとつである。

## 歴史
紀元以前から存在している犬種で、身分の高い人によって作出・飼育されていた。どの犬種が作出に使われたかはよく分かっていないが、体高が高く脚が長いためアジア系のサイトハウンドの血も何らかの形で引いているといわれている。ベースはモロサス或いは大型のセントハウンドに由来していると推測されている。
多目的に使われる犬種で、猟犬や番犬、愛玩犬として使われる。猟犬としては、シカやイノシシを狩るのに用いられた。数頭のパックで獲物の臭いを追跡し、発見すると自ら飛び掛って仕留める。番犬としては主人の家や所有地、狩り場などを見張る。見知らぬ人が番をしている場所に近づくと、激しく吠えて威嚇を行い、主人に知らせる。又、夜間の場合は吠えても不審者が退散しなかった際、最終手段として攻撃を行うように訓練されている個体もいる。愛玩犬としては、身分の高い人のペットとして寵愛された。特に毛色が白っぽいものが珍重され、高値で取引きされた。愛玩犬として飼育されていたラジャパラヤムは金製で宝石をちりばめた煌びやかな首輪やブレスレットをつけ、人間の貴族のように非常に大切に扱われた。
もともと頭数が少なく飼育者が限られていたため、現在頭数が減少し絶滅の危機に陥っている。幸い愛好家は多く種としての存亡が危篤な状態にまでは陥っていないが、インド国外では知名度が低いため更なる知名度向上のための活動が必要であるといわれている。現在もインド国内の高貴な身分の人によって飼育されているが、近代以降は若干下の階級の人にも実猟犬として飼育されるようになった。ただし、色が白っぽい犬は身分が高い人以外、飼育を許されていない。今日も贅沢な生活を続けているものもいるが、イノシシ狩りの衰退により猟犬として活躍できる犬は減ってきている。インド国外ではあまり飼育されていない。

## 特徴
イノシシと互角に対当できるほどの力を持ちながら、装飾品であるかのような美しさを保持した特別な犬種である。体型はグレート・デーンにも似るが、それよりサイズや体格は小さめである。引き締まって均等の取れた体つきをしていて、脚が長い。目はアーモンド形で小さめで、凛とした顔つきをしている。マズルの長さは普通で細め、グレート・デーンのような上唇のたるみはない。胸は深い。耳は垂れ耳、尾は長く飾り毛のない垂れ尾。
コートは柔らかく滑らかなスムースコートで、毛色は淡色系のものと濃色系のものの2系統が存在する。通常淡色系と濃色系のものの間での交配は避けられているが、時折異色タイプ間での交配が行われることがある。
淡色系のものはホワイト或いはアイボリー（象牙色）をベースとしてレモンなどの薄い斑が入ったものである。色素が非常に薄く、鼻の色がピンク、瞳の色が紅いものが多く、アルビノに近い毛色である。淡色系の犬はこのような特有の美しさを持つが、その反面色素が薄いため、強烈な直射日光には弱い（完全にアルビノの犬とは違い、通常の日光は平気である）。こちらは神秘的な容姿のため愛玩犬として好まれ、より珍重されている。
濃色系のものはブラック、レッド、グレー、ブルーなどの有色で、これに他の色が混じることもあるタイプの毛色のものである。濃色系のものは毛色が通常色で、目と鼻にもしっかり色が入っている。淡色系のものと比べると美しさに欠けるが、その分直射日光のもとでも狩猟が出来、猟犬として用いられる傾向にある。
両タイプとも大きな違いはこの毛色だけで、そのほかは濃色系のもののほうが若干がっしりしていること以外大きな違いはない。
体高65〜75cmの大型犬サイズで、性格は知的で愛情深く、従順である。運動量は非常に多く、室内で飼育する場合は非常に広いスペースを必要とするため、誰もが飼育できる犬種とは言いがたい。主人家族には友好性を示すが、仕事柄により警戒心が強く勇敢で、それ以外の人には簡単に心を許さない。状況判断力は高い。